# Private Practice/Episodenliste

Logo zur Serie

Diese Episodenliste enthält alle Episoden der US-amerikanischen Dramaserie Private Practice sortiert nach der US-amerikanischen Erstausstrahlung. Zwischen 2007 und 2012 entstanden in sechs Staffeln 111 Episoden mit einer Länge von jeweils etwa 42 Minuten.

## Übersicht
| Staffel        | Episodenanzahl | Erstausstrahlung USA | Erstausstrahlung USA | Deutschsprachige Erstausstrahlung | Deutschsprachige Erstausstrahlung |
| Staffel        | Episodenanzahl | Staffelpremiere      | Staffelfinale        | Staffelpremiere                   | Staffelfinale                     |
| -------------- | -------------- | -------------------- | -------------------- | --------------------------------- | --------------------------------- |
| Backdoor-Pilot | 2              | 3. Mai 2007          | 3. Mai 2007          | 6. August 2007                    | 13. August 2007                   |
| 1              | 9              | 26. September 2007   | 5. Dezember 2007     | 11. Februar 2008                  | 7. April 2008                     |
| 2              | 22             | 1. Oktober 2008      | 30. April 2009       | 12. Januar 2009                   | 17. August 2009                   |
| 3              | 23             | 1. Oktober 2009      | 13. Mai 2010         | 22. März 2010                     | 20. September 2010                |
| 4              | 22             | 23. September 2010   | 19. Mai 2011         | 21. März 2011                     | 15. August 2011                   |
| 5              | 22             | 29. September 2011   | 15. Mai 2012         | 26. März 2012                     | 8. August 2012                    |
| 6              | 13             | 25. September 2012   | 22. Januar 2013      | 7. Januar 2013                    | 1. April 2013                     |

## Backdoor-Pilot
Im Laufe der dritten Staffel von Grey’s Anatomy wurde eine Backdoor-Pilotfolge zu Private Practice gezeigt. Die Erstausstrahlung der beiden Pilotfolgen war am 3. Mai 2007 auf dem US-amerikanischen Fernsehsender ABC zu sehen. Die deutschsprachige Erstausstrahlung sendete der Schweizer Free-TV-Sender SRF zwei am 6. und 13. August 2007.
| Nr. | Deutscher Titel                      | Originaltitel                   | Erstausstrahlung USA | Deutschsprachige Erstausstrahlung (CH) | Regie            | Drehbuch      |
| --- | ------------------------------------ | ------------------------------- | -------------------- | -------------------------------------- | ---------------- | ------------- |
| 1   | Die andere Seite des Lebens – Teil 1 | The Other Side of this Life (1) | 3. Mai 2007          | 6. Aug. 2007                           | Michael Grossman | Shonda Rhimes |
| 2   | Die andere Seite des Lebens – Teil 2 | The Other Side of this Life (2) | 3. Mai 2007          | 13. Aug. 2007                          | Michael Grossman | Shonda Rhimes |

## Staffel 1
Die Erstausstrahlung der ersten Staffel war vom 26. September bis zum 5. Dezember 2007 auf dem US-amerikanischen Fernsehsender ABC zu sehen. Die deutschsprachige Erstausstrahlung sendete der Schweizer Free-TV-Sender SRF zwei vom 11. Februar bis zum 7. April 2008.
| Nr. (ges.) | Nr. (St.) | Deutscher Titel                  | Originaltitel                                             | Erstausstrahlung USA | Deutschsprachige Erstausstrahlung (CH) | Regie               | Drehbuch                    |
| ---------- | --------- | -------------------------------- | --------------------------------------------------------- | -------------------- | -------------------------------------- | ------------------- | --------------------------- |
| 1          | 1         | Addison fängt neu an             | In Which We Meet Addison, A Nice Girl From Somewhere Else | 26. Sep. 2007        | 11. Feb. 2008                          | Mark Tinker         | Shonda Rhimes               |
| 2          | 2         | Sam hat einen unerwarteten Gast  | In Which Sam Receives An Unexpected Visitor               | 3. Okt. 2007         | 19. Feb. 2008                          | Tony Goldwyn        | Mike Ostrowski              |
| 3          | 3         | Addison findet Magie             | In Which Addison Finds The Magic                          | 10. Okt. 2007        | 25. Feb. 2008                          | Mark Tinker         | Shonda Rhimes & Marti Noxon |
| 4          | 4         | Addison gibt eine Party          | In Which Addison Has A Very Casual Get Together           | 17. Okt. 2007        | 3. März 2008                           | Arvin Brown         | Andrea Newman               |
| 5          | 5         | Addison entdeckt einen Duschkopf | In Which Addison Finds A Showerhead                       | 24. Okt. 2007        | 10. März 2008                          | Julie Anne Robinson | Shonda Rhimes & Marti Noxon |
| 6          | 6         | Charlotte kann nicht schlafen    | In Which Charlotte Goes Down The Rabbit Hole              | 31. Okt. 2007        | 17. März 2008                          | David Solomon       | Jenna Bans                  |
| 7          | 7         | Sam gerät in Gefahr              | In Which Sam Gets Taken For A Ride                        | 17. Nov. 2007        | 24. März 2008                          | Jeff Melman         | Emily Halpern               |
| 8          | 8         | Cooper steigt wieder aufs Pferd  | In Which Cooper Finds A Port In His Storm                 | 21. Nov. 2007        | 31. März 2008                          | Mark Tinker         | Lauren Schmidt              |
| 9          | 9         | Dell lernt zu kämpfen            | In Which Dell Finds His Fight                             | 5. Dez. 2007         | 7. Apr. 2008                           | Wendey Stanzler     | Ayanna Floyd                |

## Staffel 2
Die Erstausstrahlung der zweiten Staffel war vom 1. Oktober 2008 bis zum 30. April 2009 auf dem US-amerikanischen Fernsehsender ABC zu sehen. Die deutschsprachige Erstausstrahlung sendete der Schweizer Free-TV-Sender SRF zwei vom 12. Januar bis zum 17. August 2009.
| Nr. (ges.) | Nr. (St.) | Deutscher Titel         | Originaltitel         | Erstausstrahlung USA | Deutschsprachige Erstausstrahlung (CH) | Regie               | Drehbuch                                               |
| ---------- | --------- | ----------------------- | --------------------- | -------------------- | -------------------------------------- | ------------------- | ------------------------------------------------------ |
| 10         | 1         | Hinter der Fassade      | A Family Thing        | 1. Okt. 2008         | 12. Jan. 2009                          | Mark Tinker         | Shonda Rhimes & Marti Noxon                            |
| 11         | 2         | Lieben und Sterben      | Equal and Opposite    | 8. Okt. 2008         | 19. Jan. 2009                          | Tom Verica          | Mike Ostrowski                                         |
| 12         | 3         | Die Kunst des Redens    | Nothing to Talk About | 22. Okt. 2008        | 26. Jan. 2009                          | Helen Shaver        | Ayanna A. Floyd                                        |
| 13         | 4         | Es ist, wie es ist      | Past Tense            | 29. Okt. 2008        | 2. Feb. 2009                           | Michael Pressman    | Craig Turk                                             |
| 14         | 5         | Machtspiele             | Let It Go             | 5. Nov. 2008         | 9. Feb. 2009                           | Michael Zinberg     | Lauren Schmidt                                         |
| 15         | 6         | Vom Lügen und Betrügen  | Serving Two Masters   | 19. Nov. 2008        | 16. Feb. 2009                          | Joanna Kerns        | Emily Halpern                                          |
| 16         | 7         | Eine Frage des Glaubens | Tempting Faith        | 26. Nov. 2008        | 20. Apr. 2009                          | James Frawley       | Jon Cowan & Robert L. Rovner                           |
| 17         | 8         | Schuld und Sühne        | Crime and Punishment  | 3. Dez. 2008         | 27. Apr. 2009                          | Mark Tinker         | Shonda Rhimes                                          |
| 18         | 9         | Patientenjagd           | Know When to Fold     | 10. Dez. 2008        | 11. Mai 2009                           | Jeff Melman         | Elizabeth J.B. Klaviter                                |
| 19         | 10        | Fremde Welten           | Worlds Apart          | 17. Dez. 2008        | 18. Mai 2009                           | Bethany Rooney      | Steve Blackman                                         |
| 20         | 11        | Ausnahmezustand         | Contamination         | 8. Jan. 2009         | 25. Mai 2009                           | Kate Woods          | Fred Einesman                                          |
| 21         | 12        | Auf der Heimreise       | Homeward Bound        | 15. Jan. 2009        | 1. Juni 2009                           | Mark Tinker         | Sal Calleros                                           |
| 22         | 13        | Angst                   | Nothing to Fear       | 22. Jan. 2009        | 8. Juni 2009                           | Allison Liddi-Brown | Jon Cowan & Robert Rovner                              |
| 23         | 14        | Die zweite Chance       | Second Chances        | 29. Jan. 2009        | 15. Juni 2009                          | James Frawley       | Craig Turk                                             |
| 24         | 15        | Akzeptanz               | Acceptance            | 5. Feb. 2009         | 22. Juni 2009                          | Steve Gomer         | Mike Ostrowski                                         |
| 25         | 16        | Ex-Leben                | Ex-Life               | 12. Feb. 2009        | 29. Juni 2009                          | Mark Tinker         | Jon Cowan, Robert Rovner, Krista Vernoff & Debora Cahn |
| 26         | 17        | Veränderungen           | Wait and See          | 19. Feb. 2009        | 13. Juli 2009                          | Michael Zinberg     | Steve Blackman                                         |
| 27         | 18        | Anfang oder Ende?       | Finishing             | 12. März 2009        | 20. Juli 2009                          | Donna Deitch        | Shonda Rhimes                                          |
| 28         | 19        | Was Frauen wollen       | What Women Want       | 19. März 2009        | 27. Juli 2009                          | Mark Tinker         | Lauren Schmidt                                         |
| 29         | 20        | Spiel mit dem Feuer     | Do the Right Thing    | 26. März 2009        | 3. Aug. 2009                           | Eric Stoltz         | Craig Turk                                             |
| 30         | 21        | Alles aus Liebe         | What You Do For Love  | 23. Apr. 2009        | 10. Aug. 2009                          | Tom Verica          | Ayanna A. Floyd                                        |
| 31         | 22        | Freundinnen             | Yours, Mine and Ours  | 30. Apr. 2009        | 17. Aug. 2009                          | Michael Zinberg     | Jon Cowan & Robert Rovner                              |

## Staffel 3
Die Erstausstrahlung der dritten Staffel war vom 1. Oktober 2009 bis zum 13. Mai 2010 auf dem US-amerikanischen Fernsehsender ABC zu sehen. Die deutschsprachige Erstausstrahlung sendete der Schweizer Free-TV-Sender SRF zwei vom 22. März bis zum 20. September 2010.
| Nr. (ges.) | Nr. (St.) | Deutscher Titel                          | Originaltitel                     | Erstausstrahlung USA | Deutschsprachige Erstausstrahlung (CH) | Regie               | Drehbuch                                 |
| ---------- | --------- | ---------------------------------------- | --------------------------------- | -------------------- | -------------------------------------- | ------------------- | ---------------------------------------- |
| 32         | 1         | Ein Todesfall in der Familie             | A Death in the Family             | 1. Okt. 2009         | 22. März 2010                          | Mark Tinker         | Shonda Rhimes, Jon Cowan & Robert Rovner |
| 33         | 2         | Hausbesuche                              | The Way we were                   | 8. Okt. 2009         | 22. März 2010                          | Donna Deitch        | Patti Carr & Lara Olsen                  |
| 34         | 3         | Hier und Jetzt                           | Right Here, Right Now             | 15. Okt. 2009        | 29. März 2010                          | Rob Corn            | Dana Baratta                             |
| 35         | 4         | Am Limit                                 | Pushing the Limits                | 22. Okt. 2009        | 29. März 2010                          | Allison Liddi-Brown | Ayanna A. Floyd                          |
| 36         | 5         | Im Zeugenstand                           | Strange Bedfellows                | 29. Okt. 2009        | 12. Apr. 2010                          | Steve Gomer         | Kathy McCormick                          |
| 37         | 6         | Eine rutschige Angelegenheit             | Slip Slidin' Away                 | 5. Nov. 2009         | 19. Apr. 2010                          | Helen Shaver        | Fred Einesman                            |
| 38         | 7         | Die längste Nacht                        | The Hard Part                     | 12. Nov. 2009        | 26. Apr. 2010                          | Mark Tinker         | Steve Blackman                           |
| 39         | 8         | Die Sünden der Väter                     | The Sins of the Father            | 19. Nov. 2009        | 3. Mai 2010                            | Tom Verica          | Elizabeth J.B. Klaviter                  |
| 40         | 9         | Die Elternfalle                          | The Parent Trap                   | 3. Dez. 2009         | 10. Mai 2010                           | Donna Deitch        | Craig Turk                               |
| 41         | 10        | Explosionen                              | Blowups                           | 3. Dez. 2009         | 10. Mai 2010                           | Mark Tinker         | Sonay Washington                         |
| 42         | 11        | Noch eine zweite Chance                  | Another Second Chance             | 14. Jan. 2010        | 17. Mai 2010                           | Michael Zinberg     | Krista Vernoff & Kathy McCormick         |
| 43         | 12        | Anders als geplant                       | Best Laid Plans                   | 21. Jan. 2010        | 17. Mai 2010                           | Bethany Rooney      | Patti Carr & Lara Olsen                  |
| 44         | 13        | Die Pistole auf der Brust                | Shotgun                           | 4. Feb. 2010         | 24. Mai 2010                           | Karen Gaviola       | Jon Cowan & Robert Rovner                |
| 45         | 14        | Liebesbisse                              | Love Bites                        | 11. Feb. 2010        | 7. Juni 2010                           | Matthew Penn        | Dana Baratta                             |
| 46         | 15        | Bis dass der Tod uns scheidet            | Til Death Do Us Part              | 18. Feb. 2010        | 26. Juli 2010                          | Kenny Leon          | Craig Turk                               |
| 47         | 16        | Angst vorm Fliegen                       | Fear of Flying                    | 4. März 2010         | 2. Aug. 2010                           | Mark Tinker         | Ayanna A. Floyd                          |
| 48         | 17        | Der imaginäre Freund                     | Triangles                         | 11. März 2010        | 9. Aug. 2010                           | Tom Verica          | Steve Blackman                           |
| 49         | 18        | Abschalten                               | Pulling the Plug                  | 25. März 2010        | 16. Aug. 2010                          | Ann Kindberg        | Kathy McCormick                          |
| 50         | 19        | Erwachen                                 | Eyes Wide Open                    | 1. Apr. 2010         | 23. Aug. 2010                          | Eric Stoltz         | Jesse Zigelstein                         |
| 51         | 20        | Zweite Wahl                              | Second Choices                    | 22. Apr. 2010        | 6. Sep. 2010                           | Jeff Bleckner       | Patti Carr & Lara Olsen                  |
| 52         | 21        | Krieg                                    | War                               | 29. Apr. 2010        | 6. Sep. 2010                           | Eric Stoltz         | Elizabeth Klaviter & Sonay Washington    |
| 53         | 22        | Im Namen der Liebe                       | In the Name of Love               | 6. Mai 2010          | 13. Sep. 2010                          | Mark Tinker         | Fred Einesman                            |
| 54         | 23        | Das Ende einer wundervollen Freundschaft | The End of A Beautiful Friendship | 13. Mai 2010         | 20. Sep. 2010                          | Jeannot Szwarc      | Debora Cahn                              |

## Staffel 4
Die Erstausstrahlung der vierten Staffel war vom 23. September 2010 bis zum 19. Mai 2011 auf dem US-amerikanischen Fernsehsender ABC zu sehen. Die deutschsprachige Erstausstrahlung sendete der Schweizer Free-TV-Sender SRF zwei vom 21. März bis zum 15. August 2011.
| Nr. (ges.) | Nr. (St.) | Deutscher Titel                | Originaltitel                                 | Erstausstrahlung USA | Deutschsprachige Erstausstrahlung (CH) | Regie               | Drehbuch                         |
| ---------- | --------- | ------------------------------ | --------------------------------------------- | -------------------- | -------------------------------------- | ------------------- | -------------------------------- |
| 55         | 1         | Der zweite Anlauf              | Take Two                                      | 23. Sep. 2010        | 21. März 2011                          | Mark Tinker         | Craig Turk & Steve Blackman      |
| 56         | 2         | Einschnitte                    | Short Cuts                                    | 30. Sep. 2010        | 28. März 2011                          | Mark Tinker         | Sonay Washington                 |
| 57         | 3         | Der Gott-Komplex               | Playing God                                   | 7. Okt. 2010         | 4. Apr. 2011                           | Donna Deitch        | Sheila Lawrence                  |
| 58         | 4         | Ein neues Zuhause              | A Better Place to Be                          | 14. Okt. 2010        | 11. Apr. 2011                          | Tom Verica          | Barbie Kligman                   |
| 59         | 5         | Das perfekte Paar              | In or Out                                     | 21. Okt. 2010        | 18. Apr. 2011                          | Ed Ornelas          | Ayanna A. Floyd                  |
| 60         | 6         | Familiensache                  | All in the Family                             | 28. Okt. 2010        | 25. Apr. 2011                          | Ann Kindberg        | Sanford Golden & Karen Wyscarver |
| 61         | 7         | Was mit Charlotte King geschah | Did You Hear What Happened to Charlotte King? | 4. Nov. 2010         | 2. Mai 2011                            | Allison Liddi-Brown | Shonda Rhimes                    |
| 62         | 8         | Was nun?                       | What Happens Next                             | 11. Nov. 2010        | 9. Mai 2011                            | Michael Zinberg     | Jennifer Cecil                   |
| 63         | 9         | Kein Weg zurück                | Can’t Find My Way Back Home                   | 18. Nov. 2010        | 16. Mai 2011                           | Mark Tinker         | Fred Einesman                    |
| 64         | 10        | Die Baby-Sache                 | Just Lose It                                  | 2. Dez. 2010         | 23. Mai 2011                           | Stephen Cragg       | Elizabeth Klaviter               |
| 65         | 11        | Genies                         | If You Don’t Know Me By Now                   | 6. Jan. 2011         | 30. Mai 2011                           | Eric Stoltz         | Zahir McGhee                     |
| 66         | 12        | Genug geredet                  | Heaven Can Wait                               | 3. Feb. 2011         | 6. Juni 2011                           | Kenny Leon          | Barbie Kligman                   |
| 67         | 13        | Blinde Liebe                   | Blind Love                                    | 10. Feb. 2011        | 13. Juni 2011                          | Bethany Rooney      | Craig Turk & Steve Blackman      |
| 68         | 14        | Trauer                         | Home Again                                    | 17. Feb. 2011        | 20. Juni 2011                          | Mark Tinker         | Krista Vernoff                   |
| 69         | 15        | Zwei Schritte zurück           | Two Steps Back                                | 24. Feb. 2011        | 27. Juni 2011                          | Jeff Bleckner       | Ayanna A. Floyd                  |
| 70         | 16        | Liebe und Lügen                | Love and Lies                                 | 17. März 2011        | 4. Juli 2011                           | Ann Kindberg        | Moira McMahon                    |
| 71         | 17        | Die letzte Chance              | A Step Too Far                                | 24. März 2011        | 11. Juli 2011                          | Scott Printz        | Fred Einesman                    |
| 72         | 18        | Am Scheideweg                  | The Hardest Part                              | 31. März 2011        | 18. Juli 2011                          | Paul Adelstein      | Jennifer Cecil                   |
| 73         | 19        | Die Anklage                    | What We Have Here…                            | 28. Apr. 2011        | 25. Juli 2011                          | Karen Gaviola       | Christopher Fife                 |
| 74         | 20        | Etwas Altes, etwas Neues       | Something Old, Something New                  | 5. Mai 2011          | 1. Aug. 2011                           | Mark Tinker         | Sanford Golden & Karen Wyscarver |
| 75         | 21        | Die richtige Entscheidung      | God Bless The Child                           | 12. Mai 2011         | 8. Aug. 2011                           | Jeannot Szwarc      | Jennifer Cecil & Barbie Kligman  |
| 76         | 22        | Alles wird anders              | …To Change The Things I Can                   | 19. Mai 2011         | 15. Aug. 2011                          | Mark Tinker         | Craig Turk & Steve Blackman      |

## Staffel 5
Die Erstausstrahlung der fünften Staffel war vom 29. September 2011 bis zum 15. Mai 2012 auf dem US-amerikanischen Sender ABC zu sehen. Die deutschsprachige Erstausstrahlung der ersten dreizehn Episoden wurde vom Schweizer Free-TV-Sender SRF zwei vom 26. März bis zum 2. Juli 2012 gesendet. Die restlichen neun Episoden wurden vom österreichischen Sender ORF eins ab dem 2. Juli 2012 in Doppelfolgen erstausgestrahlt.
| Nr. (ges.) | Nr. (St.) | Deutscher Titel              | Originaltitel                  | Erstausstrahlung USA | Deutschsprachige Erstausstrahlung (CH) | Regie               | Drehbuch                                  |
| ---------- | --------- | ---------------------------- | ------------------------------ | -------------------- | -------------------------------------- | ------------------- | ----------------------------------------- |
| 77         | 1         | Gott lenkt                   | God Laughs                     | 29. Sep. 2011        | 26. März 2012                          | Mark Tinker         | Craig Turk                                |
| 78         | 2         | Gegen die Regeln             | Breaking the Rules             | 6. Okt. 2011         | 2. Apr. 2012                           | Tom Verica          | Steve Blackman                            |
| 79         | 3         | Neue Lösungen                | Deal With It                   | 13. Okt. 2011        | 9. Apr. 2012                           | Randy Zisk          | Jennifer Cecil                            |
| 80         | 4         | Erinnerung                   | Remember Me                    | 20. Okt. 2011        | 16. Apr. 2012                          | Mark Tinker         | Barbie Kligman                            |
| 81         | 5         | Der erste Schritt            | Step One                       | 27. Okt. 2011        | 23. Apr. 2012                          | Ann Kindberg        | Adele Lim                                 |
| 82         | 6         | Licht und Schatten           | If I Hadn’t Forgotten…         | 3. Nov. 2011         | 30. Apr. 2012                          | Jeff Bleckner       | Krista Vernoff                            |
| 83         | 7         | Stiller Alarm                | Don’t Stop Till You Get Enough | 10. Nov. 2011        | 7. Mai 2012                            | Bethany Rooney      | Fred Einesman                             |
| 84         | 8         | Ein letztes Mal              | Who We Are                     | 17. Nov. 2011        | 14. Mai 2012                           | Mark Tinker         | Shonda Rhimes                             |
| 85         | 9         | Wiedergutmachung             | The Breaking Point             | 17. Nov. 2011        | 21. Mai 2012                           | Jeff Bleckner       | Christopher Fife                          |
| 86         | 10        | Dem Ziel so nah              | Are You My Mother              | 5. Jan. 2012         | 28. Mai 2012                           | Ed Ornelas          | Elizabeth J. B. Klaviter                  |
| 87         | 11        | Angezählt                    | The Standing Eight Count       | 12. Jan. 2012        | 4. Juni 2012                           | Scott Printz        | Zahir McGhee                              |
| 88         | 12        | Aussichtsloser Kampf         | Losing Battles                 | 19. Jan. 2012        | 25. Juni 2012                          | Stephen Cragg       | Gabriel Llanas                            |
| 89         | 13        | Es ist so weit               | The Time Has Come              | 2. Feb. 2012         | 2. Juli 2012                           | Mark Tinker         | Jennifer Cecil                            |
| 90         | 14        | Last der Wahrheit            | Too Much                       | 9. Feb. 2012         | 2. Juli 2012                           | Karen Gaviola       | Noah Evslin                               |
| 91         | 15        | 90 Sekunden                  | You Break My Heart             | 16. Feb. 2012        | 9. Juli 2012                           | Allison Liddi-Brown | Steve Blackman & Craig Turk               |
| 92         | 16        | Andromeda                    | Andromeda                      | 23. Feb. 2012        | 9. Juli 2012                           | Mark Tinker         | Gabe Fonseca                              |
| 93         | 17        | Abschied                     | The Letting Go                 | 15. März 2012        | 16. Juli 2012                          | Paul Adelstein      | Barbie Kligman                            |
| 94         | 18        | Der letzte Weg               | It Was Inevitable              | 17. Apr. 2012        | 16. Juli 2012                          | Bill Purple         | Adele Lim & Christopher Fife              |
| 95         | 19        | Und da war es nur noch einer | And Then There Was One         | 24. Apr. 2012        | 23. Juli 2012                          | Tom Verica          | Jennifer Cecil & Elizabeth J. B. Klaviter |
| 96         | 20        | Eingesperrt                  | True Colors                    | 1. Mai 2012          | 23. Juli 2012                          | Steve Robin         | Craig Turk & Steve Blackman               |
| 97         | 21        | Treibgut                     | Drifting Back                  | 8. Mai 2012          | 1. Aug. 2012 (Pro7)                    | Jeannot Szwarc      | Gabriel Llanas & Zahir McGhee             |
| 98         | 22        | Einhornbaby                  | Gone, Baby, Gone               | 15. Mai 2012         | 8. Aug. 2012 (Pro7)                    | Ann Kindberg        | Shonda Rhimes                             |

## Staffel 6
Die Erstausstrahlung der sechsten Staffel war vom 25. September 2012 bis zum 22. Januar 2013 auf dem US-amerikanischen Sender ABC zu sehen. Die deutschsprachige Erstausstrahlung sendete der Schweizer Free-TV-Sender SRF zwei vom 7. Januar bis zum 1. April 2013.
| Nr. (ges.) | Nr. (St.) | Deutscher Titel           | Originaltitel                                 | Erstausstrahlung USA | Deutschsprachige Erstausstrahlung (CH) | Regie               | Drehbuch                               |
| ---------- | --------- | ------------------------- | --------------------------------------------- | -------------------- | -------------------------------------- | ------------------- | -------------------------------------- |
| 99         | 1         | Nachbeben                 | Aftershock                                    | 25. Sep. 2012        | 7. Jan. 2013                           | Mark Tinker         | Barbie Kligman                         |
| 100        | 2         | Die Abschiedsfeier        | Mourning Sickness                             | 2. Okt. 2012         | 14. Jan. 2013                          | Ed Ornelas          | Jennifer Cecil                         |
| 101        | 3         | Vergangenheitsbewältigung | Good Grief                                    | 9. Okt. 2012         | 21. Jan. 2013                          | Bethany Rooney      | Gabe Fonesca                           |
| 102        | 4         | Verloren                  | You Don’t Know What You’ve Got Till It’s Gone | 23. Okt. 2012        | 28. Jan. 2013                          | Ann Kindberg        | Fred Einesman                          |
| 103        | 5         | Reality-TV                | The Next Episode                              | 13. Nov. 2012        | 4. Feb. 2013                           | Jeannot Szwarc      | Zahir McGhee                           |
| 104        | 6         | Mutterliebe               | Apron Strings                                 | 20. Nov. 2012        | 11. Feb. 2013                          | Amyn Kaderali       | Elizabeth Klaviter                     |
| 105        | 7         | Die Welt des Jake         | The World According to Jake                   | 27. Nov. 2012        | 18. Feb. 2013                          | Allison Liddi Brown | Chris Fife                             |
| 106        | 8         | Lebenserhaltungsmaßnahmen | Life Support                                  | 4. Dez. 2012         | 25. Feb. 2013                          | Mark Tinker         | Jennifer Cecil & Barbie Kligman        |
| 107        | 9         | Es geht mir gut           | I’m Fine                                      | 11. Dez. 2012        | 4. März 2013                           | Scott Printz        | Gabe Llanas                            |
| 108        | 10        | Georgia                   | Georgia on My Mind                            | 18. Dez. 2012        | 11. März 2013                          | Karen Gaviola       | Jennifer Cecil & Barbie Kligman        |
| 109        | 11        | Einsteigen und losfahren  | Good Fries Are Hard to Come By                | 8. Jan. 2013         | 18. März 2013                          | James Larkin        | Elizabeth J.B. Klaviter & Zahir McGhee |
| 110        | 12        | Erlösung                  | Full Release                                  | 15. Jan. 2013        | 25. März 2013                          | Ann Kindberg        | Eric Haywood                           |
| 111        | 13        | Die letzte Seite im Buch  | In Which We Say Goodbye                       | 22. Jan. 2013        | 1. Apr. 2013                           | Mark Tinker         | Shonda Rhimes                          |